# Cléo
Cléverson Gabriel Córdova (Guarapuava, Paraná, 9 de agosto de 1985), conocido como Cléo, es un futbolista brasileño que también posee la ciudadanía serbia. Juega como delantero y su actual equipo es el Qingdao Huanghai de la Primera Liga China.

## Trayectoria
Cléo comenzó a jugar al fútbol con la Associação Atlética Batel. Después de algún tiempo jugando con el Esporte Clube Comercial, firmó por el Olivais e Moscavide de Portugal. Tras poco más de seis meses, Cléo regresó a Brasil y fichó por el Atlético Paranaense en 2005, jugando con ellos en 2006 el Campeonato Brasileño de Serie A. Mientras tanto, había sido cedido primero al Ferroviária y luego al Figueirense en la temporada anterior. En 2006, Cléo se trasladó de nuevo a Olivais e Moscavide, permaneciendo allí por dos temporadas. En agosto de 2008 Cléo se fue cedido al Estrella Roja de Belgrado.

## Clubes
| Club                               | País     | Año         |
| ---------------------------------- | -------- | ----------- |
| Olivais e Moscavide                | Portugal | 2004 - 2005 |
| Atlético Paranaense                | Brasil   | 2005 - 2006 |
| Ferroviária (cedido)               | Brasil   | 2005        |
| Figueirense (cedido)               | Brasil   | 2005        |
| Olivais e Moscavide                | Portugal | 2006 - 2009 |
| Estrella Roja de Belgrado (cedido) | Serbia   | 2008 - 2009 |
| F. K. Partizan Belgrado            | Serbia   | 2009 - 2011 |
| Guangzhou Evergrande               | China    | 2011 - 2012 |
| Kashiwa Reysol (cedido)            | Japón    | 2013        |

## Palmarés

### Torneos nacionales
| Título             | Club                    | País   | Año  |
| ------------------ | ----------------------- | ------ | ---- |
| SuperLiga Serbia   | F. K. Partizan Belgrado | Serbia | 2010 |
| Super Liga         | Guangzhou Evergrande    | China  | 2011 |
| Super Liga         | Guangzhou Evergrande    | China  | 2012 |
| Copa de China      | Guangzhou Evergrande    | China  | 2012 |
| Supercopa de China | Guangzhou Evergrande    | China  | 2012 |
| Copa J. League     | Kashiwa Reysol          | Japón  | 2013 |